# Дъждобран
Дъждобранът (буквално браня, опазвам от дъжда) e вид връхна дреха (яке, палто), направена от непромокаема, водоустойчива материя, която служи за защита на тялото от дъжда. Дъждобранът може да се комбинира с водонепропускаем панталон и гумени ботуши.
Той може да има различни форми и характеристики в зависимост от употребата – всекидневна употреба, лов, военни операции, но общият знаменател е водоустойчивостта.

## Видове
Дължината на дъждобрана може да бъде до хълбоците, до коленете или до глезените. Задължителна съставна част е качулката. Дъждобранът може да бъде оформен като обикновена дреха с ръкави или във вид на плащ, пелерина, анорак или пончо. Цветовете са най-разнообразни, традиционно синьо, червено и жълто, но включително и прозрачни.

## Материали
Материалите, които се използват, са „дишащи“ водоустойчиви материали като Gore-Tex, мушами, габардин, брезент, гуми, найлони или PVC. Дъждобраните могат да бъдат украсени с колани, копчета, джобове, ципове и други. Обикновено са достатъчно широки, за да могат да се носят върху дрехи.

## История
Още от дълбока древност хората се опитват да изработят материал с който да се предпазват от дъжда. През гръцко-римската епоха до края на Ренесанса, те се опитват да направят дрехите си водоустойчиви като използват например растителни масла, восъци и животински желатин. През XVII век, в Ломбардия, за предпазванe от дъжд и гъста мъгла са се използвали специални дрехи, чиято изработка е вдъхновена от една класическата иконография на Свети Рох (слой масло).
През XVIII век се използват платове, които се варят и пръскат с други материали като каучук, гутаперча, восък, корк на прах и дори боя.
Водоустойчивото и ветроустойчивото яке е създадено в Париж през 1965 г. от Леон-Клод Дюамел. K-Way е марката, която първа предлага този продукт на пазара през 1965 г. Една особена характеристика на K-Way е да остави в малко пространство на джоба водоустойчив калъф, в който якето може да се прибере след употреба.